# Plumatella bigemmis
Plumatella bigemmis är en mossdjursart som först beskrevs av Annandale 1919.  Plumatella bigemmis ingår i släktet Plumatella och familjen Plumatellidae. Inga underarter finns listade i Catalogue of Life.